# Albert Mathiez
Albert Mathiez (La Bruyère, 10 gennaio 1874 – Parigi, 26 febbraio 1932) è stato uno storico francese, tra i più grandi studiosi della Rivoluzione francese.

## Biografia
Figlio di un albergatore che gli garantì una solida istruzione, Mathiez conseguì l'abilitazione all'insegnamento presso la prestigiosa École Normale Supérieure. Nel 1904 ottenne il dottorato in storia discutendo due tesi su La théophilanthropie e su Les origines des cultes révolutionnaires, in cui analizzò il culto della Ragione e il culto dell'Essere Supremo. I suoi primi studi furono influenzati dall'insegnamento di Alphonse Aulard, allora titolare della cattedra di Storia della Rivoluzione francese presso la Sorbona. Già nelle tesi di dottorato egli dimostrava il suo interesse verso gli aspetti politici e culturali della Rivoluzione, soprattutto riguardo alla questione religiosa e alla lotta tra Stato e Chiesa.
Passò quindi a uno studio approfondito delle tematiche del Terrore e del giacobinismo, rimuovendo a livello storiografico la leggenda nera nata intorno al personaggio di Maximilien de Robespierre, riabilitandolo. Ciò contribuì a creargli una cattiva fama che forse lo ostacolò nel suo percorso accademico. Mathiez si dichiarò egli stesso robespierrista.
(Albert Mathiez, Perché siamo robespierristi)
Docente prima all'Università di Besançon, poi a Digione, fece domanda per la Sorbona, ma venne tenuto per molto tempo fuori dai giochi parigini. Fu supplente per la cattedra di Storia della Rivoluzione francese della Sorbona nel 1926 dopo il ritiro di Aulard, poi come incaricato fino al 1931. Nell'ultima parte della sua carriera si dedicò all'approfondimento delle tematiche sociali, orientamento evidente in buona parte del suo testo fondamentale sulla Rivoluzione francese (1921–1927).
Il suo contributo alla storiografia sulla Rivoluzione fu fondamentale. Nel 1908 fondò la Société des études robespierristes ("Società di studi robespierristi"), contribuendo alla fondazione nel 1924 degli Annales historiques de la Révolution francaise, che in seguito al ritiro di Aulard divenne la rivista principale sull'argomento soppiantando La Révolution francaise. Egli fu anche tra i fondatori della Société d'histoire moderne. La sua tarda preferenza per la storia sociale e le tematiche economiche rispetto a quelle politiche spianò la strada agli studi del suo allievo e coetaneo Georges Lefebvre e dei successivi storici della Rivoluzione.
Nel 1920 Albert Mathiez, con due articoli fondamentali, Le bolchévisme et le jacobinisme e Lénine et Robespierre, rilanciò la tesi di Marx sul giacobinismo come padre del bolscevismo, analizzando i parallelismi tra la Francia dell'antico regime e la Russia zarista, tra il modello politico dei giacobini – che assunsero il potere senza elezioni – e quello dei bolscevichi, e confrontando Robespierre e Lenin. Entrambi avrebbero tentato di instaurare, nei rispettivi paesi, una democrazia sociale opposta ai regimi capitalisti.
Mathiez era membro della Sezione Francese dell'Internazionale Operaia, un partito socialista marxista. In seguito alla rottura con il Partito Comunista Francese, allineatosi sulle posizioni staliniste, Mathiez mutò parere: nella Russia dei soviet egli non vedeva più lo spirito del giacobinismo, espresso dal ruolo centrale dei club politici, la cui libertà di espressione fu garantita anche all'apice del regime del Terrore, laddove la svolta stalinista mise a tacere il dibattito politico. Georges Lefebvre confermò questa svolta di Mathiez in una conferenza del 1939, parlando della dittatura giacobina dell'anno II come di un espediente temporaneo, necessario per la salvezza della Francia, reo di essersi però estesa oltre i limiti della sua necessità; un esempio da non seguire, con riferimento all'Unione Sovietica, di cui biasimò il “sistema permanente d'assolutismo giustificato da un'ideologia”.
Durante i suoi ultimi anni, Mathiez si spostò su posizioni di socialismo democratico ed elogiò la socialdemocrazia, vedendo la fondazione di quest'idea nella Costituzione francese del 1793 promulgata dal governo giacobino-montagnardo, e sostenne la tesi di Robespierre come padre della socialdemocrazia.
Nel 1932 divenne titolare della cattedra di Storia moderna alla Sorbona, ma morì improvvisamente a 58 anni in quello stesso anno, a causa di un colpo apoplettico mentre teneva una lezione nell'aula dedicata a Jules Michelet.

## Opere
- La Rivoluzione Francese, 3 voll. (vol. I: La fine della monarchia; vol. II: La Gironda e la Montagna; vol. III: il Terrore), Collana Storica, Milano, A. Corticelli, 1933; Collana Piccola Biblioteca scientifico-letteraria n.18, Einaudi, Torino, 1950-1997.
- La reazione termidoriana, traduzione di Paolo Serini, Collana Biblioteca di cultura storica n.27, Torino, Einaudi, 1948.
- Albert Mathiez e Georges Lefebvre, La Rivoluzione Francese (2 voll.), Collana Piccola Biblioteca n.6, Torino, Einaudi, I ed. 1960.
- Carovita e lotte sociali sotto il Terrore, traduzione di Franco Venturi e Paolo Serini, Collana Biblioteca di cultura storica, Torino, Einaudi, 1949. - col titolo Carovita e lotte sociali nella Rivoluzione francese. Dalla Costituente al Terrore, Collana major paperbacks n.9, Newton Compton, Roma, 1974 - Res Gestae, 2015, ISBN 978-88-66-97132-0.
- Robespierre, introduzione di Georges Lefebvre, Collana paperbacks storici n.25, Roma, Newton & Compton, 1976.
  -  Robespierre, prefazione di Georges Lefebvre, con gli appunti di Filippo Buonarroti, Massari, 1989, ISBN 978-88-85378-00-1.
- Perché siamo robespierristi?, Edizioni del Prisma, 1990.
- Le origini dei culti rivoluzionari, 1789-1792, Milano, A&P, 2012, ISBN 978-88-905061-6-1.